# جزيرة سوبيوري
جزيرة سوبيوري هي إحدى جزر بياك وهي مجموعة جزر تقع مقابل خليج طائر الجنة شمال جزيرة غينيا الجديدة وتتبع مقاطعة بابوا في إندونيسيا.
تقع جزيرة سوبيوري غرب جزيرة بياك مباشرة. ويبلغ أعلى ارتفاع في الجزيرة بحدود 1034 متراً فوق مستوى سطح البحر، أما مساحة الجزيرة فهي 659 كم².